# Die Unvernünftigen sterben aus
Die Unvernünftigen sterben aus ist ein Theaterstück von Peter Handke. Es erschien 1973 bei Suhrkamp und wurde am 17. April 1974 unter der Regie von Horst Zankl im Theater am Neumarkt in Zürich uraufgeführt.

## Über das Stück
Der Autor Peter Handke verwendet die Mittel des traditionellen Illusionstheaters. Damit entfernt er sich weit von seinen früheren experimentellen Theaterarbeiten wie Publikumsbeschimpfung (1966), Selbstbezichtigung (1966) oder Kaspar (1967). Das Stück ist in zwei Szenen unterteilt. Bei Die Unvernünftigen sterben aus handelt es sich nicht um ein klassisches Handlungsdrama. Die Handlung wird nur angedeutet und das Stück orientiert sich an der Tragödie, deren Kennzeichen der Tod des Protagonisten Quitts am Ende ist. Die Dialoge erinnern an eigenständige Monologe der einzelnen Personen. Das Bühnenbild ist äußerst karg gestaltet. Nach Peter Handke sind nur wenige Requisiten vorgesehen. Ein Luft verlierender Ballon, ein schmelzender Eisklumpen und ein aufquellender Teig als dynamische und der Sandsack am Beginn und der Felsquader am Ende als statische Objekte. Der Ort ist nicht klar angegeben. Man kann aber annehmen, dass er außerhalb einer Stadt ist, weil in den Regieanweisungen die Silhouette einer Stadt erwähnt wird. Zwischen den Szenen muss einige Zeit vergangen sein, da die Unternehmer bereits im Ruin begriffen sind. Dieser Vorgang dauert vom wirtschaftlichen Standpunkt betrachtet nicht nur wenige Tage. Das Ende des Stückes ist offen, weil man nicht weiß, ob die Hauptperson Quitt weiterlebt oder nicht.

## Inhalt
Die Hauptfigur Hermann Quitt, ein erfolgreicher Unternehmer, gelangt zur Einsicht, dass die bestehende Wirtschaftsordnung des bedingungslosen Konkurrenzkampfes der Kapitalisten nicht mehr zeitgemäß ist. Er fordert Solidarität und ein gemeinsames Handeln von seinen Mitbewerbern. Quitt überredet diese zur Bildung eines Kartells mit Absprachen bezüglich einer Produkt- und Preisgestaltung. Nach einiger Zeit bricht Quitt diese Abmachung und ruiniert nach und nach die Mitglieder des Kartells.
Am Ende rennt Quitt mit dem Kopf mehrmals gegen einen Felsquader und bleibt reglos liegen.

### Erste Szene
Hermann Quitt trainiert in der ersten Sequenz am Sandsack. Sein langjähriger Vertrauter Hans unterhält sich mit ihm. Sie sprechen über das Leben, die Träume und Sinnkrisen des Einzelnen. Quitt erwartet Besuch von Unternehmern und Freunden. Nach einer Weile verlässt Quitt den Raum und lässt Hans zurück. Der Kleinaktionär Franz Kilb erscheint, welcher nach eigener Aussage der Schrecken der Aufsichtsräte, der Hanswurst aller Hauptversammlungen, die Zecke im Nabel der Wirtschaft mit dem Lästigkeitswert 100 (S. 11) ist. Hans will Kilb vertreiben, gibt aber das Unterfangen wegen Resignation bald auf. Der Kleinaktionär erzählt, dass er von jeder großen Aktiengesellschaft im Land zumindest eine Aktie besitzt. Er besucht Hauptversammlungen und stört diese durch ständiges Unterbrechen.
Nach einer Weile kehrt Hermann Quitt zurück und trifft nach einer kurzen Unterhaltung mit Hans auf Kilb. Hans geht weg, um den Unternehmer Karl-Heinz Lutz in Empfang zu nehmen. Es folgt eine kurze Unterredung zwischen Quitt und Kilb. Hans kehrt mit Harald von Wullnow, Karl-Heinz Lutz und Berthold Koerber-Kent zurück. Koerber-Kent ist Unternehmerpriester einer Firma der katholischen Kirche. Eine Unterredung beginnt und das Thema fällt auf Kilb. Die Anwesenden sind geteilter Meinung über den Kleinaktionär. Besonders Wullnow ist über ihn erbost. Das Gesprächsthema richtet sich auf die gute alte Zeit mit ihrer Arbeitsmoral. Besonders der Stolz des Arbeiters auf seine von ihm gefertigten Produkte wird hervorgehoben. Kilb versucht zu stören, was ihm jedoch nicht gelingt. Die Unternehmer fahren unbeeindruckt fort und sprechen erstmals eine Vereinigung in Form eines Kartells an, um in der freien Marktwirtschaft in gewohnter Weise weiterexistieren zu können.
Paula Tax, ebenfalls Unternehmerin, tritt ein und setzt sich. Quitts Gattin betritt den Raum, erblickt Paula und verlässt erbost mit einem Aufschrei die Runde. Wullnow drängt die Anwesenden zur absoluten Verschwiegenheit über das Besprochene. Kilb wird abgetastet und nach versteckten Mikrophonen durchsucht. Es werden keine gefunden. Das Ziel aller ist es, die Herstellung neuer Produkte einzuschränken und damit den Markt überschaubarer zu machen. Die Preise sind zu hoch, daher werden niedrigere Löhne gefordert, um die Preise zu senken. Für Quitt bietet sich die Auslagerung der Produktionsstätten ins Ausland an. Er zählt energisch verschiedene Punkte auf, welche im Kartell Verrat bedeuten würden.
Danach ist die Gründung des Kartells beschlossen. Es wird mit Sekt angestoßen und Kilb spuckt allen Anwesenden vor die Füße, grimassiert vor Paula Tax und stößt wüste Beschimpfungen aus. Ihm wird keine Beachtung geschenkt. Nach einer Weile beginnt er Paulas Bluse aufzuknöpfen. Diese lächelt nur und niemand reagiert. Erst als Kilb die Bluse aus der Hose herausziehen will, springt Quitt dazwischen und vollendet das Werk. Im Tumult zerbrechen einige Sektgläser. Quitt spuckt den Umstehenden ins Gesicht und hebt einen Glassplitter auf und greift Kilb an. Er wirft das Glas weg und zwängt Kilbs Kopf zwischen seine Achselhöhlen. Nach einer Weile stößt Quitt Kilb von sich weg und kehrt zu den anderen zurück. Hans reinigt den Boden und die Unternehmer sich selbst. Sie beginnen zu lächeln und nur Hermann Quitt bleibt ernst. Paula kehrt angezogen zurück und lächelt ebenfalls. Nach kurzer Zeit gehen die drei Männer weg. Es bleiben nur Quitt, Paula Tax und Hans zurück.
Quitt und Paula beginnen ein Gespräch über die Werbung, welche in den Verbrauchern ein natürliches Bedürfnis nach Produkten erzeugen soll. Wenig später steht Quitt auf und drückt die Frau an sich. Sie umschlingt ihn mit den Armen, er lässt sie los und wird von ihr verfolgt. Beide bleiben stehen und nähern sich wieder. Quitts Frau betritt den Raum und fragt nach einem österreichischen Dramatiker für ein Kreuzworträtsel. Der Dialog zwischen Quitt und Paula Tax wird unterbrochen, aber nach dem Abgang von Frau Quitt wieder aufgenommen. Er schleudert Paula zu Boden. Hans erscheint und hilft Frau Tax, die sich erhoben hat, in den Pelzmantel. Kurz vor ihrem Abgang gesteht sie Quitt ihre Liebe zu ihm. Quitts Frau erscheint und erzählt von ihrem Tag. Sie erwähnt, dass sie eine Bluse gestohlen hat. Der Unternehmer nimmt ihr Geständnis fast kommentarlos hin. Sie verschwindet wieder und der Mann bleibt alleine sitzen. Hans tritt mit einem Buch in der Hand auf. Quitt fordert seinen Vertrauten auf, etwas von sich zu erzählen. Stattdessen liest Hans nur vor und Quitt beschließt nach Beendigung der Geschichte seine Unternehmerfreunde zu ruinieren. Dieser Ich-bezogene Akt des Verrates scheint Quitt neue Stärke einzuflößen. Er ist wieder er selbst, obwohl alle Vereinbarungen des Kartells gebrochen werden. Am Ende der Szene stößt er einen lauten Schrei aus.

### Zweite Szene
Zu Beginn der zweiten Sequenz schläft Hans im Liegestuhl. Quitt tritt pfeifend in den Vordergrund, weckt seinen Vertrauten und tadelt ihn ob seiner Unterwürfigkeit. Der Diener versucht mit einigen Beispielen sich zu emanzipieren, indem er angibt, seinem Herrn ähnlicher zu werden. Das Gespräch wird auf Hermann Quitts Eltern gelenkt, welche angeblich bei einer Reise in einen Vulkan gefallen sind. Quitts Ehefrau kommt dazu und beginnt mit Hans zu tanzen, während der Unternehmer ein Lied singt. Die Geschäfte gehen gut und alle sind zufrieden.
Frau Quitt und Hans lassen Quitt alleine zurück, weil Wullnow, Lutz und Koerber-Kent erscheinen. Die Unternehmer wirken distanziert und lehnen sämtliche Annehmlichkeiten ab. Quitt verlässt die Runde. Wullnow schäumt vor Wut über Hermann Quitts Verrat. Lutz versucht zu beruhigen. Sie kommen zu dem Schluss, den Kleinaktionär Kilb einzuschalten, um Quitts Verrat zu rächen. Im selben Moment kehrt dieser nichts ahnend zurück. Wullnow appelliert an die gemeinsame Vergangenheit der alten Unternehmerfreunde und spricht Quitt auf den Vertragsbruch an. Lutz unterbricht und beginnt vom Tod und der eigenen Vergänglichkeit zu sprechen, aber Quitt ungerührt bleibt. Wullnow ist außer sich und bemerkt, dass dieses Vorgehen Quitts den Ruf jeglichen Unternehmertums ruiniere. Als Antwort erhält er nur die knappe Bemerkung Quitts, dass nicht der Ruf, sondern Wullnow, Lutz und Koerber-Kent ruiniert seien. Wullnow gebärdet sich wild, schreit Quitt wüste Beleidigungen entgegen, versucht aber, ein letztes Mal einzulenken. Quitt bleibt hart und unnachgiebig. Wullnow geht endgültig weg.
Hermann Quitt gesteht daraufhin seinen Vertragsbruch ein und Lutz konfrontiert ihn mit den Maßnahmen zur Preisgestaltung seiner Produkte. Dabei gesteht Karl-Heinz Lutz offen seine Schwäche gegenüber Quitt ein und beginnt einige Kindheitserinnerungen aufzuzählen. Ein letztes Mal beschwört er unternehmerische Werte und den Stolz ihrer Klasse. Die Wirkung auf Quitt wird verfehlt und Lutz verschwindet betrübt.
Koerber-Kent beginnt erneut vom Tod zu sprechen, wobei sein Gegenüber abzulenken versucht. Aus dem Hintergrund sind Schritte hörbar. Paula Tax erscheint. Koerber-Kent beginnt zu schreien und versucht Quitt durch die Erwähnung der Todesangst zur Umkehr zu bewegen. Auch dieses Ansinnen bleibt ungehört und der Unternehmerpriester geht ab. Quitt bleibt mit Paula alleine zurück. Nach einiger Zeit betritt Frau Quitt den Raum. Er streichelt Paula, welche ihn plötzlich zu würgen beginnt. Beide trennen sich und Quitts Frau kichert unbeteiligt im Hintergrund. Der Unternehmer stößt Paula zu Boden und wendet sich von ihr ab. Sie begehrt ihn, wird jedoch zurückgewiesen. Quitt befiehlt Paula Tax zu gehen. Sie lenkt in das Kaufangebot Quitts von ihrer Firma ein und verschwindet. Nach einer Weile läuft seine Gattin ebenfalls weg.
Franz Kilb, der Kleinaktionär, stürmt mit einem Messer in den Raum, steckt es aber gleich weg. Quitt meint, der einzig Übriggebliebene zu sein und ekelt sich vor sich selbst. Während eines langen Monologes umarmt er Kilb. Dieser windet und krümmt sich, bist er schließlich zu Boden fällt. Quitt verabschiedet sich mit den Worten: Das Gehirn, ist es fest, flüssig, oder gasförmig? (S. 100). Nach einer Pause rennt er mit dem Kopf gegen einen Felsquader, steht mehrmals auf und wiederholt den Vorgang. Am Ende bleibt auch er reglos liegen.

## Ausgaben
- Peter Handke: Die Unvernünftigen sterben aus. Suhrkamp Verlag, Frankfurt/Main 1973, ISBN 3-518-06668-4 (Suhrkamp Taschenbuch 168).